# Avaspatak
Avaspatak (Valea Seacă) település Romániában, a Partiumban, Szatmár megyében.

## Fekvése
Bacskótól délre, az Avas-hegység nyugati lábánál fekvő település.

## Története
Nevét 1378-ban Zarazpatak néven említette először oklevél.
1808-ban Szárazpatak, Suchypotok, Valleszaka, 1913-ban Avaspatak néven írták.
A települést még a Perényiek telepíették. Első lakói ruszinok és vlachok voltak. A 18. századtól pedig románok lakják.
1851-ben Fényes Elek írta a településről:
"Ugocsa vármegyében, dombos, erdős, sovány vidéken, 237 görögkatolikus lakossal, filial templommal. Földesurai Berényi Majos, Bessenyei örökösök."
1910-ben 930 lakosából 72 magyar, 856 román volt. Ebből 864 görögkatolikus, 66 izraelita volt.
A trianoni békeszerződés előtt Ugocsa vármegye Tiszántúli járásához tartozott.